# Зоран Христић
Зоран Христић (Београд, 30. јул 1938 — Београд, 12. новембар 2019) био је српски композитор савремене музике. Дуго је био у статусу слободног уметника. На иницијативу Душана Радовића од 1979. године био је уредник, водитељ и оснивач Концерта Студија-Б, од 1982. до 1989. године био је главни музички уредник Радио Београда, а потом је прешао на РТВБ, касније РТС где је био главни и одговорни уредник у Музичкој редакцији до 1995. године. Био је уметнички директор и селектор фестивала БЕМУС- и Мокрањчеви дани. Учинио је много на унапређивању Сабора трубача у Гучи. Нарочито се истакао у области сценске, филмске и позоришне музике.

## Биографија
Зоран Христић је музичко школовање започео у најранијем детињству. Свирао је клавир, а прва композиција коју је написао била је Игра за клавир, настала 1949. године. Са петнаест година Христић је написао Токату за клавир са којом је победио на студентском конкурсу, после чега је уписао композицију на Конзерваторијуму Ђузепе Верди у Милану, у класи проф. Никола Кастиљонија (Niccolo Castiglioni), да би студије наставио на Музичкој академији у Београду у класи проф. Станојла Рајичића, где је дипломирао 1963. године. За најбољи дипломски рад Наслови за хор и оркестар, добио је престижну награду Стеван Христић.
Опус Зорана Христића обухвата солистичка и камерна остварења, вокално-инструментална дела, балете, радиофонска остварења, музику за позориште, филм и телевизију.

Његове композиције су свирали угледни домаћи и инострани извођачи. Добитник је националне пензије за значајне уметнике. 
Нисам никада прихватао да је музику важно написати само за себе и мислим да вас вара уметник који каже да му није стало до комуникације и утицаја. Уметност значи утицај.

## Награде
Добитник је великог броја награда и признања :
- Награда Стеван Христић (1963) за дипломски рад Наслови за хор и оркестар
- Награда Југословенске радио-дифузије за камерну музику (1967)за клавирски трио 4 за Е
- Златна арена (1967), за музику у филму Хасанагиница
- Златна арена (1969) за музику у филмовима Вране и Хороскоп
- Награда за сценску музику – Сусрети луткарских позоришта (1972, 1973),
- Награда 4. јул (1974) за балет Даринкин дар
- Награда за сценску музику – Сусрет војвођанских луткарских позоришта (1974),
- Награда Златна харфа - телевизијски фестивал, Galаwаy City у Ирској (1984) за радиофонско остварење Бој
- Награда за сценску музику у представи Митови Балкана на 24. Фестивалу луткарских позоришта Србије у Зрењанину (1991)
- Награда за Сценску музику 38. Стеријиног позорја (1993) за музику у представи Коштана
- Награда за Сценску музику 47. Стеријиног позорја (2002) за музику у представи Опсада цркве Светог Спаса
- Награда Златни беочуг за животно дело (2012).
- Награда за животно дело „Мали принц” (2016)[2]

## Стил
Зоран Христић припада генерацији композитора која је у музичко сазвежђе Србије ушла почетком седме деценије 20. века. Представници ове генерације уз Христића су и Петар Бергамо, Петар Озгијан, Владан Радовановић и Рајко Максимовић. Ову авангардну петорку карактерисало је настојање да се освоји нови израз и да се не буде по страни од актуалних токова, те је она надокнадила и превазишла временско заостајање музичке авангарде у односу на аналогне појаве у европској музици. Спајање авангардног нивоа српске и европске музике они су извршили на основу свог специфичног односа према прошлости.
Зоран Христић се са европском авангардом сусрео крајем педесетих година, када га је у Милану професор композиције Кастиљони упознао са савременом италијанском музиком и додекафонијом Шенберга.
У Христићевом дипломском раду Наслови за хор и симфонијски оркестар (1963) остварило се прво коришћење елемената звучне слике пољске школе (пре свега Пендерецког) у српској музици. Није реч, додуше, о принципима алеаторике Пендерецког, али Христића за Пендерецког снажно везује третман дванаесттонске хроматске скале често распоређене по гроздовима малих секунди, потпуно одсуство тематског материјала, а понајвише коришћење инструмената и хорских гласова за звучне ефекте блиске шуму.
Након утицаја који је на Христићево стваралаштво извршила нова пољска музика, он је еволуирао ка особеном тонском језику, у коме су спорадични елементи серијалних структура били у служби апатног, па и бизарног тонског обликовања. Његово стваралаштво развијало се линијом која води од интересовања за мање камерне облике до широких захвата у области сценске и вокалноинструменталне музике.
Иако је генерацијски најближи Бергаму, Озгијану, Радовановићу и Максимовићу, Зоран Христић је, по сопственим речима, стилски ближи кругу у коме су се налазили хрватски композитори Детони, Куљерић и Форетић, а од српских аутора на његово стваралаштво је утицао једино Владан Радовановић.

## Списак дела

### Студентски радови
- Бах, Шенберг Би-бап, варијације за клавир (премијера Љубљана 1961). Снимак: Радио Београд, Нада Вујичић.
- Соната Виза, за кларинет и клавир (премијера Љубљана 1961). Снимак: РТБ, Ернест Ачкун и Оливера Ђурђевић.
- Наслови, музика за хор и оркестар, дипломски рад. На тестове наслова песама Б. Миљковића и Т. Младеновића (премијера на Трибини југословенског музичког стваралаштва у Опатији, 1965, Хор и оркестар Словеначке филхармоније, диригент Само Хубад)

### Самостални радови
- Моменти у 12, за фагот и гудаче (1963). Снимак: Радио Београд, солиста И. Туршић, диригент О. Данон
- Бајке XX, за клавир, дечји клавир и виолину. (премијера 1968). Снимак: Радио Београд и РТБ, Симонути-Ђурђевић
- 4 за Е, клавирски трио (премијера БЕМУС 1969). Снимак: РТБ, Београдски трио
- Кардиограми, за камерни гудачки оркестар (1968). Снимак: Радио Београд, диригент: З. Христић
- Празне жице па пуније, за камерни гудачки оркестар. (премијера 1968, на концерту новооснованог Београдског камерног оркестра за који је дело писано. Дело је изведено и на Омладинском фестивалу у Паризу (1969) и било је на програму ансамбла Загребачки солисти на турнеји по САД)
- Ла-гис, за 14 инструмената и два вокала. (премијера 1969). Писано за ансамбл Нова музика, диригент Д. Сковран
- Кепадам, дело настало за нови инструмент – иглатура архитекте П. Ристића, (премијера на Музичком бијеналу у Загребу 1971), Снимак: РТБ
- Стварност, гудачки квартет, писан за Српски гудачки квартет (премијера 1973) Јавно извођен и снимљен за РТБ и Француски радио
- Ситуације, за клавирски трио. Снимак: Радио Београд, Академски трио, соло О. Милошевић.
- Тихо, за контрабас соло, (1975), писан за Љ. Самарџинског. Снимљено за РТБ и ПГП РТБ ЛП
- У року од 8, за гудачки камерни оркестар. (Премијера 1977, на Музичком бијеналу у Загребу, концерт Београдског камерног оркестра, диригент У. Лајовиц; МУС, 1977, диригент А. Шурев. На репертоару је Бечког камерног оркестра и Камерног оркестра шведског радија). Снимак: РТБ
- Антиконцерт, за виолину, синтисајзер и симфонијски оркестар. (премијера 1983, на отварању XII Међународног фестивала савремене музике, Загреб). Солисти: Ј Колунџија, С. Марковић, Загребачки симфоничари, диригент У. Лајовиц.
- 15 рукохвата по Стевану, за дувачки квинтет, (премијера 2009, фестивал Мокрањчеви дани), Дувачки квинтет Београдске филхармоније
- Спев, за хор, флауту и глас (премијера у емисији РТС Недељом увече 2012), Ана Софреновић и ансамбл Флаутино Лола класик.

### Вокално-инструментална дела
- Стварање света – Потоп, за хор и оркестар (премијера 1964), наруџбина Трећег програма Радио Београда, по литерарној скици Л. Да Винчија. Снимак: Радио Београд, Хор и Оркестар РТБ, диригује аутор
- Мораторијум, за четири рецитатора, мешовити хор, дечји хор и симфонијски оркестар (премијера 1971), наруџбина за отварање новог Спомен-парка у Краљеву 1971.
- Родослов, на стихове поеме сељака-песника Србољуба Митића, за 5 група по 5 певача, клепетуше, гусле и камерни оркестар. (премијера 1972, фестивал Мермер и звуци, Аранђеловац, хор Колегијум музикум, диригент Даринка Матић-Маровић), БЕМУС 1972. Исте године када је настао Родослов основан је хор Колегијум музикум коме је ова композиција била посвећена. Дело је касније визуелизовано – редитељ С. Новаковић.
- Опомена, ораторијум на стихове југословенских песника, за соло сопран, соло бас, два мешовита хора, дечји хор и велики симфонијски оркестар – наруџбина (премијера 1974) Извођачи уметнички ансамбл ЈНА и дечји хор РТБ, диригент А. Шурев
- Ватре јула, (премијера 1975), кантата за дувачки оркестар, хор и балет
- Свијету на видику, ораторијум за троје солиста, женски хор, хор басова, дечји хор, велики дувачки оркестар, ансамбл удараљки и девет гуслара. , (премијера 1976, на Вуковом сабору), диригент Ф. Клинар
- Мира речи, кантата маја на стихове Д. Брајковића. Премијера 1977). Дело је специјално писано и изведено на традиционалном концерту уочи првог маја испред Народне скупштине у Београду. Учествовали су сви аматерски хорови Београда, ансамбл Дома гарде, соло баритон и балетски ансамбл.
- У име истине, есеј за сопран, бас соло, два мешовита хора, дечји хор и велики симфонијски оркестар, на стихове Б. Миљковића и Д. Брајковића (премијера 1978). Снимак: РТБ, Мешовити и дечји хор РТБ, мешовити хор ансамбла ЈНА, Симфонијски оркестар РТБ, солисти Р. Смиљанић и М. Чангаловић, диригент О. Данон.
- Песме о слободи, за дечји хор, мешовити хор, двоје вокалних солиста, два рецитатора, велики дувачки оркестар (премијера 1980), диригент М. Петраш. Поруџбина за отварање Меморијалног комплекса у Чачку. ТВ пренос за целу ЈРТ мрежу.
- Корак, кореоторијум на стихове Б. Миљковића, за пет вокалних солиста, дечји хор, два мешовита хора, велики симфонијски оркестар, народне и електронске инструменте, 18 солиста балета и фолклорни ансамбл. Режија и кореографија М. Мишковић, сцена и костим М. Табачки. Премијера октобра 1980, у Великој дворани Сава центра у част XXI генералне конференције УНЕСКО-а, као и на отварању XII БЕМУС-а. Диригент А. Шурев. Снимак: Радио Београд, РТБ, ПГП РТБ ЛП
- Цвет слободе, на стихове Ђ. Радишића, за велики дувачки оркестар, мешовити и дечји хор (премијера 1984), поруџбина за Велики школски час у Крагујевцу. Извео га је велики дувачки оркестар са мешовитим хором и дечјим хором, састављеним од 1500 крагујевачких ђака. Снимак: ПГП РТБ ЛП
- Југославика, велика игра за симфонијски оркестар (премијера 1984), наруџбина за отварање Зимских Олимпијских игара у Сарајеву .
- Завештање, за крављи рог, виолу и симфонијски оркестар. (премијера 1988), БЕМУС, солисти Ж. Грујић и В. Савић. Симфонијски оркестар РТБ, диригент А. Балтас.
- 6 београдских концертних слика, симфонијски оркестар РТС-а, солисти: Ј. Колунџија, Љ.Јовановић, Ц. Марковић, Н. Мијајиловић (премијера септембар 2015), Коларчева задужбина

### Балети
- Камелеон, ТВ балет по либрету и кореографији А. Радошевић, главна улога Л. Пилипенко (премијера 1972). Ово је прво сценско дело Зорана Христића, али и први телевизијски балет у Србији. Дело је пример композиторовог „бега“ од класичног састава оркестра (сопран саксофон, алт саксофон, труба, клавсен, „хамонд“ оргуље, хавајска гитара, електрична гитара, бас-гитара, гонг, лењо, дромбуља, чегртаљка, камење, прапорци, тимпани, вибрафон, гусле, гудачки квартет, певачки квартет, магнетофонска трака).
- Даринкин дар, либрето Б. Божовић, кореограф В. Костић, (премијера 1974, на отварању смотре Мермер и звуци, Аранђеловац). Насловна улога Л. Пилипенко, балетски ансамбл Народног позоришта из Београда. Исте године београдском премијером отворен је БЕМУС. Професор Бен Арнолд (Ben Arnold) са Кентаки универзитета је у својој докторској дисертацији уврстио Христићев балет у пет најзначајнијих антиратних остварења насталих у XX веку.
- Нарцис, ТВ балет по либрету В. Крњевића (премијера 1976). Реализован и снимљен у Музичком атељеу под именом Загонетка, а у извођењу Студија за сувремени плес из Загреба у кореографији И. Шербеџије.
- Адам и Ева, по легенди Мирослава Крлеже (премијера 1981), поруџбина Сарајевског балета. Први балет на овим просторима компонован искључиво за електронске инструменте, је експеримент са шест различитих електронских инструмената пренет на магнетофонску траку. Музика припада комуникативној авангарди, и спој је искуства савременог звука и широког спектра боја, кратког записа и импровизације. Балет је игран на Дубровачким летњим играма и на БЕМУС-у годину дана касније.
- Ташана, (1992), на иницијативу Народног позоришта у Београду. Аутор је балет посветио сестри.
- Лимени добош, по роману и уз сарадњу Нобеловца, немачког књижевника Гинтера Граса, либрето, режију и кореографију потписала је Исидора Станишић (премијера мај 2002). Извођачи: балетски ансамбл и оркестар Народног позоришта у Београду.

### Радиофонска остварења
- Бој (премијера 1989), прво радиофонско дело Зорана Христића, наруџбина поводом обележавање шестстоте годишњице Косовског боја. Бој је визуелизовао С. Новаковић, прво емитовање Охрид јануар 1989.
- Боје привида, (премијера април 1990, у СКЦ-у). Поставка Н. Антоновић са плесном групом Мимарт. Боје привида користе делове из ранијих Христићевих композиција
- Пацоловац, (премијера новембар 1990, у Битеф театру). Ова балетска игра настала је по графикама Богдана Кршића, који је ликовно обрађивао тему средњовековне легенде и мита о Пацоловцу. Ово је прва кореографија С. Первана коју је радио за једно београдско позориште.
- Брод лудака, радиофонско дело инспирисано алегоријском сликом Јеронимуса Боша (Hieronimus Bosch) које представља скраћену верзију Пацоловца.

### Духовна музика
- Сила крста, на текст Молитве светом Симеону Теодосија Хиландарца из XIII века, за мешовити хор (премијера 1988, Коларчева задужбина), поруџбина Српске православне цркве поводом прославе VIII векова манастира Хиландар.
- Десет обраћања Богородици Тројеручици Хиландарској за два хора, четворо солиста и клавијатуре, (премијера 2007, у Коларчевој задужбини ).

### Музика за позориште
Зоран Христић је компоновао музику за сва београдска позоришта, као и за позоришта у Новом Саду, Загребу, Сарајеву, Титограду, Скопљу, Мостару, Ријеци, Бањој Луци, Суботици, Вршцу, Шапцу, Зајечару, Нишу, Лесковцу и Крагујевцу. Прву музику за позориште написао је 1958. године, а за представе Црвено и плаво у дуги и Кутијица што свира Омладинског позоришта из Београда.
Значајнија остварења:
- Војцек - музика за клавир четвороручно – режија: Бојан Ступица, Атеље 212, Београд (1959)
- Магбет – режија: Боро Драшковић, Народно позориште Сарајево (1962)
- Дантонова смрт – режија: Мирослав Беловић, Југословенско драмско позориште, Београд (1963)
- Сан летње ноћи – режија: Мирослав Беловић, Југословенско драмско позориште, Београд (1963)
- Зона Замфирова – Српско народно позориште, Нови Сад
- Будилник – режија: Љубомир Драшкић, Југословенско драмско позориште, Београд (1963)
- Људи са четири прста – режија: Градимир Мирковић, Народно позориште, Београд (19??)
- Пуч – режија: Жељко Орешковић, Савремено позориште, Београд
- Коштана – режија: Ж. Мићуновић, Народно позориште из Ниша, (1993)
- Опсада цркве Светог Спаса – режија: Горан Петровић, Народно позориште, Сомбор (2002)
- Маратонци трче почасни круг – мјузикл (аутори сонгова су и Ирена Поповић и Марко Грубић), режија: Кокан Младеновић, Позориште на Теразијама (2008)
- Дервиш и смрт – режија: Егон Савин, Народно позориште, Београд (2009)

Музика за луткарска позоришта: Прича једног календара, Пинокио, Јуначка легенда за Мало позориште у Београду, Куцкава бајка за Позориште лутака у Суботици.

### Музика за филмове
- 1964 - Човек из храстове шуме, режија: Миодраг Поповић
- 1964 - Мушки излет, режија: Волфганг Стојте
- 1966 - Рој, режија: Миодраг Поповић
- 1966 - Војник, режија: Џорџ Пол Брекстон
- 1967 - Грајски бики, режија: Јоже Погачник
- 1967 - Немирни, режија: Војислав Кокан Ракоњац
- 1967 - Хасанагиница, режија: Миодраг Поповић
- 1967 - Дивље сенке, режија: Војислав Кокан Ракоњац
- 1968 - Сунце туђег неба, режија: Милутин Косовац
- 1968 - Сирота Марија, режија: Драгослав Лазић
- 1968 - Лелејска гора, режија: Здравко Велимировић
- 1969 - Хороскоп, режија: Боро Драшковић
- 1969 - Вране, режија: Гордан Михић
- 1970 - Жарки, режија: Ђорђе Кадијевић
- 1971 - Балада о свирепом, режија: Радивоје Лола Ђукић
- 1971 - Доручак са ђаволом, режија: Мирослав Антић
- 1973 - Мирко и Славко, режија: Бранимир Тори Јанковић
- 1974 - Ужичка република, режија: Живорад Митровић
- 1974 - Дервиш и смрт, режија: Здравко Велимировић
- 1975 - Црвена земља, режија: Бранимир Тори Јанковић
- 1975 - Наивко, режија: Јован Живановић
- 1976 - Чувар плаже у зимском периоду, режија: Горан Паскаљевић
- 1976 - Врхови Зеленгоре, режија: Здравко Велимировић
- 1977 - Пас који је волео возове, режија: Горан Паскаљевић
- 1978 - Двобој за јужну пругу, режија: Здравко Велимировић
- 1980 - Светозар Марковић, режија: Едуард Галић
- 1981 - Широко је лишће, режија: Петар Латиновић
- 1982 - Савамала, режија: Живорад Митровић
- 1984 - Варљиво лето '68, режија: Горан Паскаљевић
- 1994 - Покварењак, режија: Слободан Јовановић
- 1994 - Човек у празној соби, режија: Слободан Јовановић
- 1999 - Рањена земља, режија: Драгослав Лазић

### Фоно записи
- Адам и Ева, балет, (електронска, З. Христић, С. Марковић, З. Јанковић) ДИСКОС ЛПД - 1019 СТЕРЕО
- Даринкин дар, балет, СО Дома ЈНА, женска вокална група, А. Шурев, диригент ПГПРТБ ЛП 2583 СТЕРЕО,
- Осам векова Хиландара, Сила крста, ПГПРТС ЦД 430572
- Завештање (Bequest) Ж. Грујић, крављи рог, В. Савић, виола, СОРТБ, Алкис Балтас, диригент, New Sound/Нови Звук ЦД112, СОКОЈ-МИЦ